# Собор Святого Духа (Градець-Кралове)
Собор Святого Духа (чеськ. Katedrála svatého Ducha — це пізньо-готична цегляна базиліка з двома вежами, яка розташована в південно-західному куті Великої площі в Градець-Кралове (Краловоградецький край), Чехія), католицький храм є кафедральним собором Краловоградецької дієцезії.

## Історія
Згідно традиційної версії, храм був закладений в 1307 році вдовою чеського короля Вацлава II Ельжбетою Риксою, в місті яке вона отримала у придане, включаючи Градець Кралове після смерті Рудольф ІІІ Габсбург в 1307 році. Проте новітні дослідження показали, що парафіяльний костел на місці нинішнього собору почали зводити вже з середини XIII століття. Цей костел був знищений під час пожежі в 1339 році, після чого почалося його поетапне відновлення. У 1339 — 1342 роках був споруджений нинішній пресбітерій і дві вежі, а будівництво трехнефной частини храму і ризниці було закінчено в 60-х роках XIV століття.
У 1407 році костел знову постраждав від пожежі. Відновлювальні роботи затягнулися через гуситські війни і закінчилися лише в 1463 році. В цей час храм набув вигляду псевдобазіліки. У 1424 році в храмі Святого Духа був похований чеський полководець і національний герой Ян Жижка. За легендою, останки Яна Жижки були поміщені в одному з чотирьох склепів, які розташовані нижній частині собору. Після гуситських війн собору було потрібно відновлення, яке завершили в 1463 році. Нова пожежа, вже трапилася в 1484 році, істотно пошкодила вежі храму, які при ремонті було надбудовано в висоту і отримали нові дзвони (старі розплавилися під час пожежі). Дзвони ці збереглися до наших днів і навіть мають імена: дзвони на північній башті називаються Орел (або Міхаель) і Домінік (або Леопольд), а дзвони на південній вежі — Жебрак і Клемент. Найстаріший з чотирьох дзвонів собору, званий Леопольд (або Домінік) датується 1485 роком. Найбільший з дзвонів собору, званий Міхаель (або Орел), датується 1496 роком, він важить 3847 кг, в діаметрі досягає 176 см, а у висоту 132 см.
Храм ремонтувався і перебудовувався кілька разів, зокрема, після того як в 1639 році його розграбували і спалили шведські війська. Після установлення в 1664 році дієцезії Градець-Кралове храм отримав статус собору і був видозмінений в стилі бароко. Наступного разу зовнішній вид собор був оновлений в кінці XVIII століття. У 1864 — 1876 роках сам собор був реконструйований в неоготичному стилі під керівництвом архітектора Франца Шморанца, а в 1901 році Людвік Лаблер перебудував вежі. У 1980–1990 роках залізна покрівля собору була замінена на мідну.
26 квітня 1997 році собор відвідав Папа Римський Іоанн Павло II в честь тисячолітньої річниці мученицької смерті Святого Войтеха.
На згадку про візит Папи на східній стіні церкви була прикріплена меморіальна дошка, а 3 квітня 2015 року мощі Папи Римського Івана Павла ІІ були поміщені на лівій стороні пресбітерію в новому релікварії.

## Опис
На перший погляд, будівля має цікаву характерну цегляну архітектуру, що є рідкістю серед готичних соборів Чехії. Дивлячись на цей орієнтир Градець Кралове, спостерігач помічає жорсткий контраст між червоною цеглою та білим пісковиком, що використовується на порталах, вікна та карнизи храму. Цей вражаючий вигляд багато в чому визначається випадковістю, на яку вплинула сама природа. У той час, коли собор був побудований, у містах Сходу звичайною практикою було використовувати в якості основного будівельного матеріалу пісковик. Але будівельникам собору Святого Духа доводилося боротися з його відсутністю в околицях, і тому вони вибрали в якості основного будівельного матеріалу цеглу, для часів не дуже звичайний матеріал. Собор представляє собою трехнефну цегляну псевдобазіліку з деталями з пісковика. Собор має домінуючий центральний неф, хрестові склепіння і довгий пресбітерій, до якого прибудовані дві башти. З північної сторони собору примикає капітульна ризниця в архітектурному стилі бароко, а з південної сторони королівський передпокій в готичному стилі з чудовим склепінням і деканською ризницею. На зовнішніх стінах церкви кілька ренесансних надгробків. Масивні опорні стовпи виступають назовні, і вони розділені на три частини.
Довжина собору 56 метрів, ширина 25 метрів, висота веж 48 метрів.

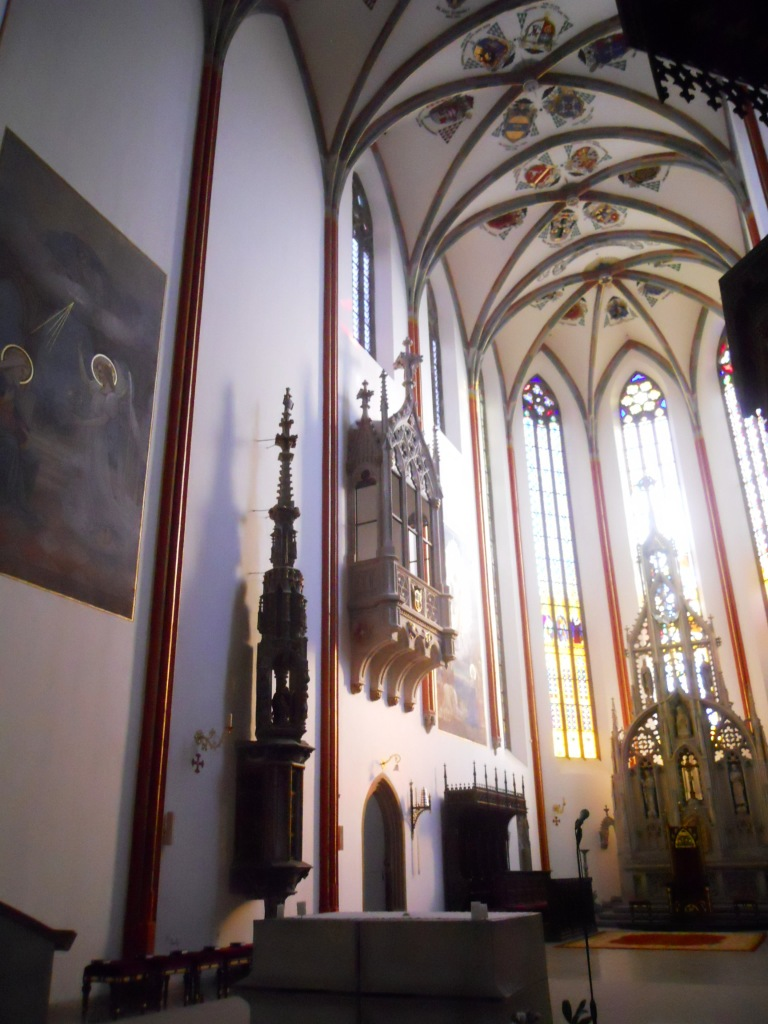
Інтер'єр собору.

Собор Святого Духа унікальний, оскільки він зберігся як єдина середньовічна готична церква в місті та передмістях. Інші готичні церкви були зруйновані через будівництво військового форту в 18 столітті, що вимагало масштабної перебудови міського простору, і це мало значний вплив на вигляд колишнього Градець-Кралове.
Інтер'єр собору відноситься в основному до XIX століття, зокрема, кафедра з піщаника прикрашена рельєфами роботи Йозефа Вацлава Місльбека (пом. 1922 г.). На вівтарі північного нефа знаходиться образ Святого Антонія Отшельника роботи Петра Брандля, а на вівтарі південного нефа — пізньо-готичний Маріанський триптих, що датується 1406 роком, найстаріший триптих в Чехії.